# Louise De Hem
Louise Marie Antoinette De Hem (Ieper, 10 december 1866 - Vorst, 22 november 1922) was een Belgische kunstschilderes, die stillevens, portretten, landschappen en genretaferelen maakte.

## Biografie
Louise De Hem werd geboren als Ludovica Dehem, dochter van Henri Dehem en Eulalie Bartier. Haar jeugd bracht ze in Ieper door. Haar zuster Hélène trouwde met de kunstschilder Théodore Ceriez (1831-1904) die tevens docent was aan de Academie van Ieper. Ceriez ontdekte haar talent en vermits vrouwen nog niet toegelaten werden tot de Academies, gaf hij haar les. In 1886 zette ze haar studie verder in Brussel. De Franse realistische kunstschilder Jules Breton (1827-1906) zag haar werk en moedigde haar aan om haar opleiding in Parijs voort te zetten.
In het begin van 1891 keerde ze terug naar Ieper waar ze een studio deelde met Ceriez in de G. de Stuersstraat 33. Ze kreeg al snel opdrachten voor portretten en maakte ook stillevens. In Parijs stelde ze regelmatig tentoon in de Salon de la Société des Artistes français.
In 1900 was ze de enige Belgische kunstschilder die tentoonstelde in de Women's Exhibition in Londen en in 1902 werd ze lid van de Women's International Club. Ze won verschillende prijzen op buitenlandse tentoonstellingen.
Na de dood van Ceriez op 2 september 1904 verhuisde ze met haar moeder en zuster naar de Darwinstraat in Vorst, waar ze in een door Ernest Blerot  ontworpen huis woonde. Het huis in art-nouveaustijl had een atelier en een expositiehal. Een decoratie in graffito op de gevel toont een vrouw die in de natuur schildert: de godin van de kunst. 
Op 2 mei 1908 trouwde ze met de zeven jaar oudere ingenieur Frédéric Lebbe. Daarna trok ze zich stilaan uit de kunstwereld terug. In 1914 nam ze nog deel aan De Hedendaagsche Vrouw in Antwerpen. Na het einde van de Grote Oorlog schilderde ze niet meer. Haar laatst gekende werk uit 1915, Oudje aan de IJzer lijkt een subtiele verwijzing naar WOI te bevatten.
In 1911 werd zij benoemd tot ridder in de Kroonorde. De Hem werkte graag met pastel en was een stichtend lid van de Société nationale des Aquarellistes et Pastellistes de Belgique.
Op 22 november 1922 stierf ze in Vorst. Toen haar zus Hélène in 1924 stierf, liet ze vijfenveertig werken van haar zuster na aan de stad Ieper.

## Opleiding
Louise De Hem kreeg haar eerste teken- en schilderlessen van haar schoonbroer Théodore Ceriez. Aan het einde van de negentiende eeuw was het officiële kunstonderwijs verboden voor vrouwen. Veel vrouwelijke kunstenaars kregen een basisopleiding van mannelijke familieleden.
Na een korte tussenstop in Brussel, vertrok De Hem in 1887 naar Parijs, het centrum van de kunst in Europa op dat moment. Ze kreeg hiervoor financiële ondersteuning van zowel de stad Ieper als de provincie West-Vlaanderen. In Parijs volgde ze onder andere les bij de Belgische kunstenaar Alfred Stevens. Het is hier dat ze voor het eerst kennismaakte met het medium van pastelkrijt. Ze zou er onmiddellijk een voorkeur voor ontwikkelen. Ze werkte er voor de Parijse burgerij. Ze bezocht er vaak het open atelier van Fernand Cormon. In 1889 schreef ze zich in aan de Académie Julian. Ze volgde eveneens anatomische les aan de faculteit geneeskunde.

## Erfenis
Het overlijden van Louise De Hem in 1922 ging bijna geruisloos voorbij. De kunstenaar die de decennia daarvoor een internationale carrière had uitgebouwd, was aan het einde van haar leven bijna vergeten.
De Hem schonk bij haar overlijden haar integrale collectie aan haar zus, Hélène Ceriez-Dehem. Haar echtgenoot erfde enkel het vruchtgebruik. Louise De Hem was sinds het overlijden van haar schoonbroer Théodore Ceriez in 1904 verantwoordelijk voor het onderhoud van haar zus. De erfenis moet dan ook in dit licht bekeken worden: door haar zus als erfgenaam te benoemen, verzekerde De Hem zich ervan dat haar zus niet in armoede zou belanden.
Wanneer Hélène in 1926 zelf haar testament opmaakte, gaf de uitvoerder van haar testament, Florimond Lambin, de opdracht om een bestemming te zoeken voor de kunstwerken van haar zus. Hij kreeg dus volledige controle over de werken van Louise De Hem. Lambin zorgde ervoor dat 49 schilderijen en pastels van De Hem naar haar geboorteplaats Ieper gingen. Na zijn dood in 1941 volgde een tweede schenking aan de stad Ieper. Met de schenking van Hélène Ceriez-Dehem in 1926 richtte de stad Ieper in 1927 het stedelijk museum opnieuw op, na de vernieling tijdens WOI.

## Stijl

De zwarte kat, Louise De Hem, circa 1902.

Het werk van De Hem kan gerekend worden tot het realisme, een kunststroming die omstreeks 1848 in de Lage Landen in de belangstelling kwam. In haar later werk zijn invloeden van het luminisme en het impressionisme te zien. Een goed voorbeeld van dit laatste is het werk De zwarte kat. Het lichtspel en de suggestie van de gordijnen bevat duidelijk invloed van het luminisme en impressionisme.   

## Oeuvre (selectie)
De Hem maakte vooral naam als portrettiste en werkte hiervoor met olieverf of met pastel. Ze schilderde portretten van de gegoede burgerij in Ieper en daarna in Brussel. Daarnaast schilderde ze scènes uit het dagelijkse leven en religieuze taferelen. Hiervoor poseerden haar moeder, haar zus of haar meid vaak.
- Stilleven met oesters (1885), olieverf op doek, 54 x 55cm, MSK Gent
- Zelfportret[11] (1890), pastel, Yper Museum
- Terugkeer van een processie in Vlaanderen (1891), olieverf op doek, 130,5 x 98cm, Yper Museum.
- De egelantier (~1891), olieverf op doek, 45 x 81,5 cm, Yper Museum.
- Buitenmeisje[12] (1892), pastel, Yper Museum.
- In het atelier[13] (1897), olieverf op doek, Yper Museum.
- Armoede of Noodlijdenden (1902), olieverf op doek, 146 x 114cm, Yper Museum. Volgens de directeur van  het Yper Museum, Sandrin Coorevits, is de oude vrouw in dit schilderij vrijwel zeker een afbeelding van haar moeder Eulalie.[14]
- De doos van Pandora[15] (1910), pastel op papier, 110 x 90cm, Yper Museum.
- Jongetje met hond (? ), pastel, 154 x 100cm

## Tentoonstellingen
- 1885: 'Stilleven met Oesters' in een Salon in Spa.
- Verscheidene malen in het Parijse Salon de la Société des Artistes français
- 1893: World’s Columbian Exposition in Chicago
- 1894: deelname aan een salon in Genève met het melancholische schilderij 'Chimera'
- 1900: de enige Belgische schilder in de Women's Exhibition in London
- 1900: Gouden medaille in Lille voor haar schilderij ‘Armoede’ of ‘Noodlijdenden’
- 1904: Gouden medaille op het Salon des Artistes françaises in Parijs met het schilderij 'De Japanse pop'
- 1915: Twee tentoonstellingen in het bezette Brussel
- 2022: duo-tentoonstelling met Edith Dekyndt in het Yper Museum, als herdenking van haar 100-jarig overlijden.
- Verscheidene van haar werken zijn te bekijken in de vaste opstelling van het Yper Museum.

## Galerij

Portret van René Colaert, burgemeester van Ieper
Stilleven met een koffertje, wilgentakjes, koperen schaal, zilveren beker
Armoede
Meisje met pop
Tijdens het spelen gestoord
Terugkeer van een processie
Zelfportret
In het atelier
De Venetiaanse lantaarn
Plattelandsmeisje
De doos van Pandora
Portret van Léon Osterrieth
Oesters
De verdwaalde kip
Portret van Pierre de Vinck

## Prijs Louise Dehem
Naar Louise Dehem werd ook een vijfjaarlijkse, nationale prijs voor schilderkunst vernoemd. De prijs stimuleert jonge kunstenaars die actief zijn in de schilderkunst en huldigt het talent en het oeuvre van Louise Dehem. De prijs is in 2025 toe aan haar tiende editie en wordt georganiseerd door CC Het Perron, De Academie en de Ieperse musea in opdracht van de stad Ieper.
Er worden drie prijzen verdeeld. Naast de laureaat is er ook een prijs van de provincie West-Vlaanderen, een prijs van het cultureel centrum en een prijs van de cultuurraad.

#### Laureaten
- 2020 - Flexboj & L.A. [18]
- 2015 - Bram Terryn [19]
- 2010 - Nele Tas [20]
- 2005 - Joke Van Loo [21]

- International Standard Name Identifier: 0000 0000 6708 9928
- Library of Congress Control Number: n96098804
- RKD-Nederlands Instituut voor Kunstgeschiedenis: 20656
- Union List of Artist Names: 500145044
- Virtual International Authority File: 78051707
- WorldCat: E39PBJvd6rdb9T3QMtqF7Vxv73